# بنو محارب
بنو محارب قبيلة عربية قيسية مضرية. وهي قبيلة كبيرة العدد تنقسم بطونها قديما في نجد والحجاز.

## نسبها
- محارب بن خصفه بن قيس عيلان بن مضر بن نزار بن معد بن عدنان إحدى أشهر القبائل العربية.[2]

## تاريخ بني محارب
قبل الإسلام كانت بطون بني محارب تنقسم في نجد والحجاز لكثرة عددهم.

### وفادتهم على رسول الله
قال الواقدي: حدثني محمد بن صالح عن أبي وجزة السعدي قال: قدم وفد محارب سنة عشر في حجة الوداع، وهم عشرة نفر؛ فيهم: سواء بن الحارث، وابنه خزيمة بن سواء، فأنزلوا دار رملة بنت الحارث، وكان بلال يأتيهم بغداء، وعشاء، فأسلموا وقالوا: نحن على من وراءنا، ولم يكن أحد في تلك المواسم أفظ ولا أغلظ على رسول الله منهم، وكان في الوفد رجل منهم فعرفه رسول الله صلَّى الله عليه وسلَّم فقال: الحمد لله الذي أبقاني حتَّى صدقت بك. فقال رسول الله صلَّى الله عليه وسلَّم: ((إن هذه القلوب بيد الله عز وجل)). ومسح رسول الله وجه خزيمة بن سواء فصارت غرة بيضاء، وأجازهم كما يجيز الوفد، وانصرفوا إلى بلادهم.

### بنو محارب في القرن الخامس للهجرة
ذكر ابن حزم في كتابة جمهرة أنساب العرب صفحه101 هذه الجملة (أخبرني بعض أعراب طيء أن بني محارب وبني أشجع أذل قبائل قيس بالبادية اليوم)،
وينقسمون اليوم إلى بنو الخضر (الخضري) وبني الحداد.

## الصحابة من بنو محارب
- جامع بن شداد المحاربي
- طارق بن عبد الله المحاربي

## بطونها ومشاهيرها
فولد محارب بْن خَصَفَة: جسر بْن محارب، وأمه كاس بِنْت لكيز بْن أفعى بْن عَبْد القيس.
وخلف بْن محارب، وأمه هند بِنْت عَمْرو بْن قيس.
فولد جسر بْن محارب: عليّ بْن جسر.
فولد عليّ: عميرة بْن عليّ، والهُون بْن عليّ.
فولد عَميرة: بَكْر بْن عميرة.
فولد بَكْر: زَيْد بْن بَكْر، ومُرّ بْن بَكْر، والحارث بْن بَكْر.
فولد زَيْد بْن بَكْر: عوف بْن زَيْد، وعامر بْن زَيْد، ومالك بْن زَيْد.
فولد عوف: عَبْد بْن عوف، وسعد بْن عوف.
فولد عَبْد بْن عوف: شَكْم.
فولد شَكْم: بغيض بْن شكم، ويَقَظَة بْن شكم، وربيعة بْن شكم.
ومنهم: عائذ بْن سَعِيد بْن جندب بْن جَابِر بْن زَيْد بْن عبد بْن الحارث بْن بغيض، وفد عَلَى النبي صَلَّى اللَّهُ عَلَيْهِ وَسَلَّمَ.
من ولده: لقيط المحاربي الرواية ابْنُ بكير بْن النضر بْن سَعِيد بْن عائذ بْن سَعِيد بْن جندب، وكان بكير أَبُوهُ صدوقًا عالمًا، وَقَدْ حَدَّثَنِي العمري صاحب الهيثم عن لقيط.
ومنهم: سَهْم بْن مُرَّة بْن عَبْد بْن الحارث بْن بغيض، وَقَدْ رأس.
وولد ربيعة بْن شكم: حبيب بْن ربيعة، وأحب بْن ربيعة، ومحب بْن ربيعة.
منهم: شريك بْن غانم بْن عامر بْن أسعد بْن حبيب بْن ربيعة، كَانَ شريفًا بالكوفة، وهو بيتهم.
وولد سعد بْن عوف: الحارث بْن سعد.
منهم: رزين بْن مالك بْن سَلَمة بْن ربيعة بْن الحارث بْن سعد، وفد عَلَى النبي صَلَّى اللَّهُ عَلَيْهِ وَسَلَّمَ.
ونملة بْن عامر الَّذِي رَدَّ عليّ بْن أبي طَالِب رَضِي اللَّه تَعَإلى عَنْهُ، عن هدم دُور جَسْر، وضمن لَهُ عَنْهُمُ الإنابة، وأَلَّا يأتيه مكروه منهم.
ومنهم مطهّر بْن شيخ بْن صخر بْن قَرْدَد بْن سعد بْن أحَبّ بْن ربيعة الشَّاعِر.
وولد مُرّ بْن بَكْر: معاوية بْن مر، وجشم بْن مر، وعبد بْن مر.
منهم يزيد بْن هبيرة بْن أُقيش بْن جذيمة بْن كَلَتَة بْن خُفاف بْن معاوية بْن مُرّ بْن بَكْر، كَانَ شريفًا وَقَدْ ولي ولايات، وهو أَبُو دَاوُد الَّذِي، يَقُولُ لَهُ: عَبْد اللَّه بْن الحجاج الثعلبي من بني ثعلبة بْن سعد بْن ذبيان: لتذهب إلى أَقصى منادَحها جَسْرُ فليس إليها فِي مباعدَة قَفْرُ رَأَيْت
```
أبا دَاوُد فِي مُحْدَثَاتها زعيمًا عَلَى قيس لقد أَبْرَحَ الدهر يَقُودُ الجياد المسبقاتِ كأنما نَمَاهُ زهيرٌ للرئاسة أَوْ بدر وولي يزيد بْن هبيرة اليمامة لعبد الملك بْن مروان
```

```
وله يَقُولُ جرير بْن عطية الخطفى: وأرى الْإِمَام إِذَا تبين ناكثًا أَوْ ناكثين رماهما بيزيد وله يَقُولُ الأشهب بْن رميلة: أبلغ
```

```
أبا دَاوُد أني ابنُ عمه وأنَّ البعيثَ من بني عَمِّ سالم أيُولجُ باب الملك من ليس أَهْلُهُ وريشُ الذُّنَابى قَبْلَ رِيشِ القَوادم سالم حاجب يزيد بْن هبيرة، فجعل البعيث مثله.
```

وقَالَ فِيهِ ابْنُ أفرم النميري شعرًا لم نُثْبِتُهُ، وكان فِي جيش أبان بْن مروان، وكان أَبُو دَاوُد مكينًا عنده، فخرج من غير أن يشفع فِيهِ، وكان سأله ذَلِكَ.
وبنو جَسَر حلفاء بني عامر بْن ربيعة بْن عامر بْن صعصعة.
وولد الحارث بْن بَكْر: مرة بْن الحارث.
فولد مرة: ضَرس بْن مرة، وعبد بْن مرة.
وولد عَبْد بْن مرة بْن بَكْر بْن عَميرة بْن عليّ بْن جَسر: السَّمين بْن عَبْد بْن ربيعة بْن عَبْد، وهو الشريد.
وولد الهون بْن عليّ: جِلّان بْن الهون، وعوف بْن الهون.
فولد جلَّان: جُشَم بْن جلان.
فولد جُشَم: دُهْمان بْن جُشم.
ووائلة بْن جشم، وقُعَيْد بْن جُشم.
فالمؤمل بن أميل المحاربي الشَّاعِر من بني الهون بْن عليّ بْن جَسر، وهو الَّذِي يَقُولُ: إِذَا مرضنا أتيناكم نَعُودكم وتُذْنبون فنأتيكم فنَعْتَذر ويقول: أنهار قَدْ هَيَّجْتِ لي أوجاعًا وتَرَكْتِني صَبًا لكم مِطواعًا والله لو علم النهار بأنها أَمْسَتْ سميته لطال ذراعا وقَالَ هشام بْن الكلبي: لقد لقيت أُمَيْلًا
```
أبا المؤمّل.
```

وولد عوف بْن الهون: جذيمة، ووائلة، وعتاب.
وولد خلف بْن محارب: طريف بْن خلف.
فولد طريف: ذُهل بْن طريف، وغَنْم بْن طريف وهم الأبناء، ومالك بْن طريف وهم الخُضْر.
قَالَ هشام بْن الكلبي: إِذَا تحالف إخوة عَلَى أخيهم، قيل: الأبناء، فتحالف الأصاغر عَلَى أخيهم الأكبر وعلى ولد ولده.
ومن الخضر: عامر الَّذِي ذكره الشماخ بْن ضرار الثعلبي: اجْتَمِعُوا فَأَيُّكُمُ يُفَاخر أَنْبَأَنِيهِ الخضري عامر وكان عامر من أرمى النَّاس، عَرَضَتْ لَهُ ثلاث قطوات، فَقَالَ لأصحابه: أيتهنَّ تُحبون أن أصيب ؟ فأشاروا إلى واحدة فأصابها، وفيه يَقُولُ الشماخ : وجلَّاها عن ذي
```
الأراكة عامر أخو الخضر يرمي حيث تُكْوَي النواحر.
```

فولد ذُهل بْن طريف : بَذَاوة.
فولد بذاوة : سعد بْن بَذَاوة، وهو الكيذبان، بعثه قومه رائدًا لهم فَكذَبَهُم فلقوا ما كرهوا، فسُمِّي : الكيذبان لمبالغته فِي الكذب، لأن الرائد لا يكذب أهله.
فولد معاوية بْن بذاوة : ربيعة بْن معاوية وهو حُدَاد.
فولد حُداد : مالك بْن حُداد، وسعد بْن حُداد، منهم : مُحْصَن بْن سَوَّاء بْن الحارث بْن ظالم بْن سَهْم بْن جَراد بْن هلال بْن مالك بْن حُداد، كَانَ شريفًا، ومدحه ابْنُ البرصاء المُرِّي مُرة غطفان، وعبد الرَّحْمَن بْن جمانة بْن عُصيم بْن الحارث بْن ظالم الشَّاعِر، وبيت بني بذاوة
```
فِي بني عصيم بْن الحارث .
```

```
وولد الصادرة بْن بذاوة : وائلة، رهط فراس بْن حبيب بْن سعد بْن وائلة، كَانَ يرحل إلى الملوك فِي أسارى قومه، فَقَالَ الشَّاعِر :
```

```
ألا ليتنا إمَّا مُنينا بسوءٍ إن مولانا خراش نُطالب ذحلةً فِي كل يَوْم محثرم لا يُمَهِّدُه الفراش ومنهم : مُضَرِّس بْن أنس بْن خراش بْن خَالِد، قتل
```

```
بالمدائن حين دخلها المسلمون.
```

وأمية بْن كعب بْن وائلة وهو مُسَاحم، قتل الخُرشُب الأنماري بأخيه عامر بْن مساحم.
وولد الكيذبان بْن بذاوة : سَلول بْن الكيذبان، وعُمير بْن الكيذبان.
والصَّعق بْن الكيذبان، أتى النبي صَلَّى اللَّهُ عَلَيْهِ وَسَلَّمَ فِي غزاة ذات الرقاع، فَقَالَ : " جملي أحَبُّ إليَّ من ربك.
فدعا النبي صَلَّى اللَّهُ عَلَيْهِ وَسَلَّمَ عَلَيْهِ، فمات ".
وولد غَنْم بْن طريف : مالك بْن غنم، وثعلبة بْن غنم، وثعبة بْن غنم.
منهم : نُفَيع بْن سالم بْن سَنَّة بْن الأشْيَم بْن ظفر بْن مالك بْن غنم بْن ظريف الشَّاعِر، الَّذِي يُقال لَهُ : ابْنُ صَفّار، وصَفّار هُوَ سالم، وصَفّار أكَمَةٌ كَانَ يرعى عندها، فسمي بها، وله شعر فِي حرب قيس وتغلب بالجزيرة، وكان يُشاعر الأخطل.
وولد ثعلبة بْن غنم : طريف بْن ثعلبة، وعامر بْن ثعلبة.
فولد عامر : الحارث بْن عامر، ومعاوية بْن عامر، وزيد بْن عامر.
وبُدَيْن بْن عامر، وكعب بْن عامر، فيقال لهؤلاء الأبناء.
وَوُلدَ مالك بْن ظريف، وهو الخضر، سموا بذلك لُأدْمتهم : ثعلبة بْن مالك، وهو المُضَرِّب.
فولد ثعلبة : مازن بْن ثعلبة، وسَلَمةَ بْن ثعلبة، منهم : الخُضَريّ الشَّاعِر الَّذِي ذكرناه مَعَ خبر ابْنُ ميادة المُرِّي، وهو القائل : وللحرب سُمِّينَا فكنا محاربًا إِذَا ما القنا أمسى من الطعن أحمرا وقَالَ أَبُو اليقظان : أخذ زياد رجلًا بالكوفة، يُقال لَهُ : مُعَين.
فحبسه، وأخذ رجلًا آخر من بني تميم فحبسه فِي مثل ما أخذ فِيهِ المحاربي، فتكلمت بنو تميم فِي صاحبهم، فأُخرج، وبقي المحاربي ، فَقَالَ : أَنَا أشهد أن بني تميم أكرم وأبر من محارب.
قَالَ : ومن محارب : الحكم بْن عبادة ، كَانَ عَلَى البحرين لأمير المؤمنين أَبِي جَعْفَر ، وكان عبادة سيدًا بخراسان ، وأشار عَلَى سورة بْن أبجر الدارمي ألا يسلك الطريق التي سلكها فعصاه ، فوقع فيما كره ، فَقَالَ لَهُ : ما الرأي يا عبادة ؟ قَالَ : خَلَّفْتَ الرأي خلفك وبقي الصبر .
```
ومن بني محارب : جامع الَّذِي قَالَ حين بني الحجاج واسطًا : لقد بنيتها فِي غير بلدك ، وتُورِثها غير ولدك.
```

وقَالَ ابْنُ سعد : هُوَ جامع بْن شداد الفقيه ، مات سنة سبع وعشرين ومائة .